# Belejringen af Corinth
Det første slag ved Corinth eller Belejringen af Corinth var et slag i den amerikanske borgerkrig som blev udkæmpet fra den 29. april til den 10. juni 1862 i Corinth i Mississippi.
Efter unionshærens sejr i Slaget ved Shiloh rykkede den frem under generalmajor Henry W. Halleck mod det vitale jernbaneknudepunkt Corinth i Mississippi. Forsigtigt, oven på de store tab ved Shiloh, gik Hallack i gang med en langsommelig kampagne, hvor der blev lavet befæstninger for hvert skridt. Den 25. maj efter at have tilbagelagt 8 km på 3 uger, var Halleck klar til at belejre byen.
Sydstatshærens kommanderende general P.G.T. Beauregard reddede sin hær ud af byen med en list. Nogle af hans mænd fik 3 dages rationer og blev beordret til at forberede sig på et angreb. Som forventet løb nogle af dem over til unionshæren med denne nyhed. Det indledende bombardement begyndte, og unionsstyrkerne gik i stilling. I løbet af natten efter den 29. maj rykkede sydstatshæren ud af byen. De brugte Mobile & Ohio jernbanen til at flytte de syge og sårede foruden det tunge artilleri og tonsvis af forsyninger ud af byen. Da toget ankom, jublede tropperne, som om der var kommet forstærkning. De opstillede attrapkanoner i deres forsvarsstillinger, lod lejrbålene brænde, og der lød fortsat hornsignaler og trommehvirvler. Resten af styrken forsvandt uden at blive opdaget og trak sig tilbage til Tupelo i Mississippi. Da unionspatruljer gik ind i Corinth om morgenen den 30. maj, var sydstatshæren væk.